# Centre des archives industrielles et techniques de la Moselle

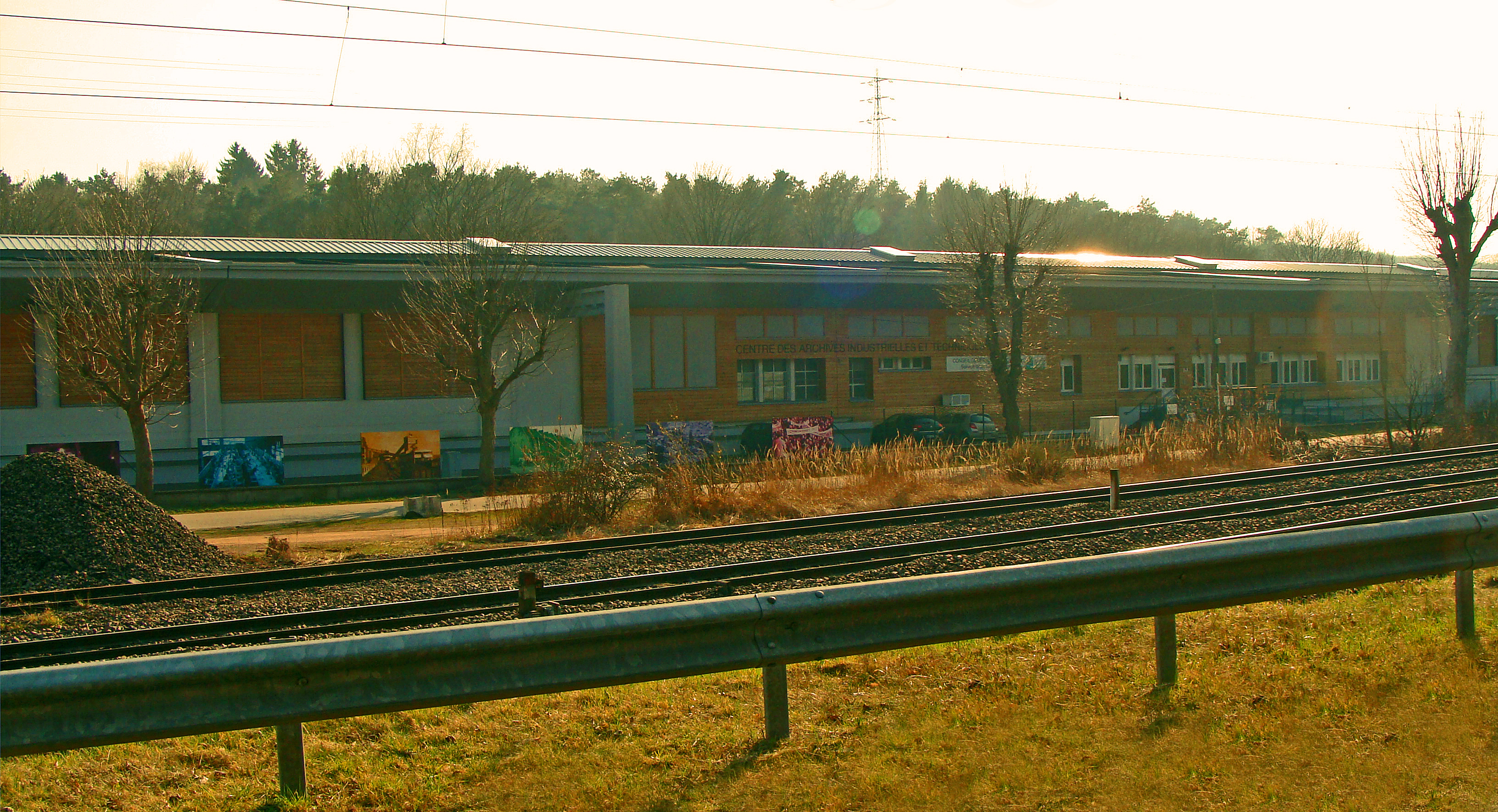
Centre des archives industrielles et techniques de la Moselle (CAITM), vue d'ensemble.

Le Centre des archives industrielles et techniques de la Moselle (CAITM) est un service du conseil départemental de la Moselle. Ce centre construit autour du très important fonds des Houillères du Bassin de Lorraine (HBL), présente (en 2013) 8,5 kilomètres linéaires d'archives papier (sur une période allant de 1816 à 2007), 20 000 photographies et diapositives, 4 000 livres sur les industries mosellanes, environ 4 500 films conservés en chambre froide, près de 80 revues et périodiques et 100 000 plans. Le CAITM se situe rue du Merle à Saint-Avold proche de la cité Jeanne d'Arc, dans la vallée de la Merle (ruisseau) à proximité de l'ancien siège minier de Sainte-Fontaine et de la carrière Barrois.

## Accès
- Accès par la route nationale 3 (N 3) ou les autoroutes A4, A320 (E25, E50), sortie Freyming-Merlebach. Poursuivre par la D26 (route de L'Hôpital) située entre les communes de L'Hôpital (Moselle) et Freyming-Merlebach, puis rue du Merle (en direction de la cité Jeanne d'Arc).
- Accès par l'autoroute de l'Est (A4 ou E25), sortie Saint-Avold et D633 (route de Carling) en direction de Saint-Avold, puis route du Puits. Poursuivre en direction de la cité Jeanne d'Arc (Saint-Avold) par la rue des Généraux Altmayer. Traverser la forêt de Zang, la cité Jeanne d'Arc par la rue Lavoisier et la rue de France qui conduisent à la rue du Merle.
- Accès en bus Transavold : lignes 3 ou 9.

## Histoire
Le centre des archives industrielles et techniques de la Moselle se trouve bâti au lieu-dit appelé Leutenantsgefeldt. Ce lieu-dit apparaît déjà sur la carte de Cassini du XVIIIe siècle. Autrefois rattaché à L'Hôpital (Moselle), il fait actuellement partie du ban de la commune de Saint-Avold. Son nom vient d'un apanage donné en 1625 au capitaine Guillerme de Boningen (1605-1630) par le prince Louis de Guise, baron d'Ancerville (1588-1631). On y trouve un ancien corps de ferme.
Le bâtiment du centre des archives industrielles et techniques de la Moselle est à l'origine un magasin de matériel minier construit en 1948 pour les Houillères du Bassin de Lorraine (HBL). En l'an 2000, la structure du bâtiment est restaurée et modifiée pour accueillir les archives des HBL. Le 31 décembre 2007, le local devient la propriété du Conseil départemental de la Moselle et accueille le centre des archives techniques et industrielles de la Moselle en s'enrichissant du fonds légué par les Houillères du Bassin de Lorraine. En 2011, l'ensemble du bâtiment est restauré et ouvert au public. 
Le 31 janvier 2014 le bureau de recherches géologiques et minières (BRGM) a remis officiellement 10 500 plans d'exploitation du charbon mosellan au CAITM en présence de Patrick Weiten, Président du Conseil Général de la Moselle, et de Vincent Laflèche, Président du BRGM.

## Expositions du CAITM
- "Patrimoine caché" (journées du patrimoine) (le mercredi 14 novembre 2012).
- "La protection sociale dans les industries mosellanes" (du samedi 14 septembre au 30 novembre 2013).
- "Représentations de sainte Barbe dans le monde des mineurs mosellans" (du lundi 2 décembre 2013 au vendredi 31 janvier 2014).
- "Secrets souterrains: les plans, témoins précieux de l'histoire du charbon mosellan" (du 3 février 2014 au 5 septembre 2014).